# Antónia Ferreira

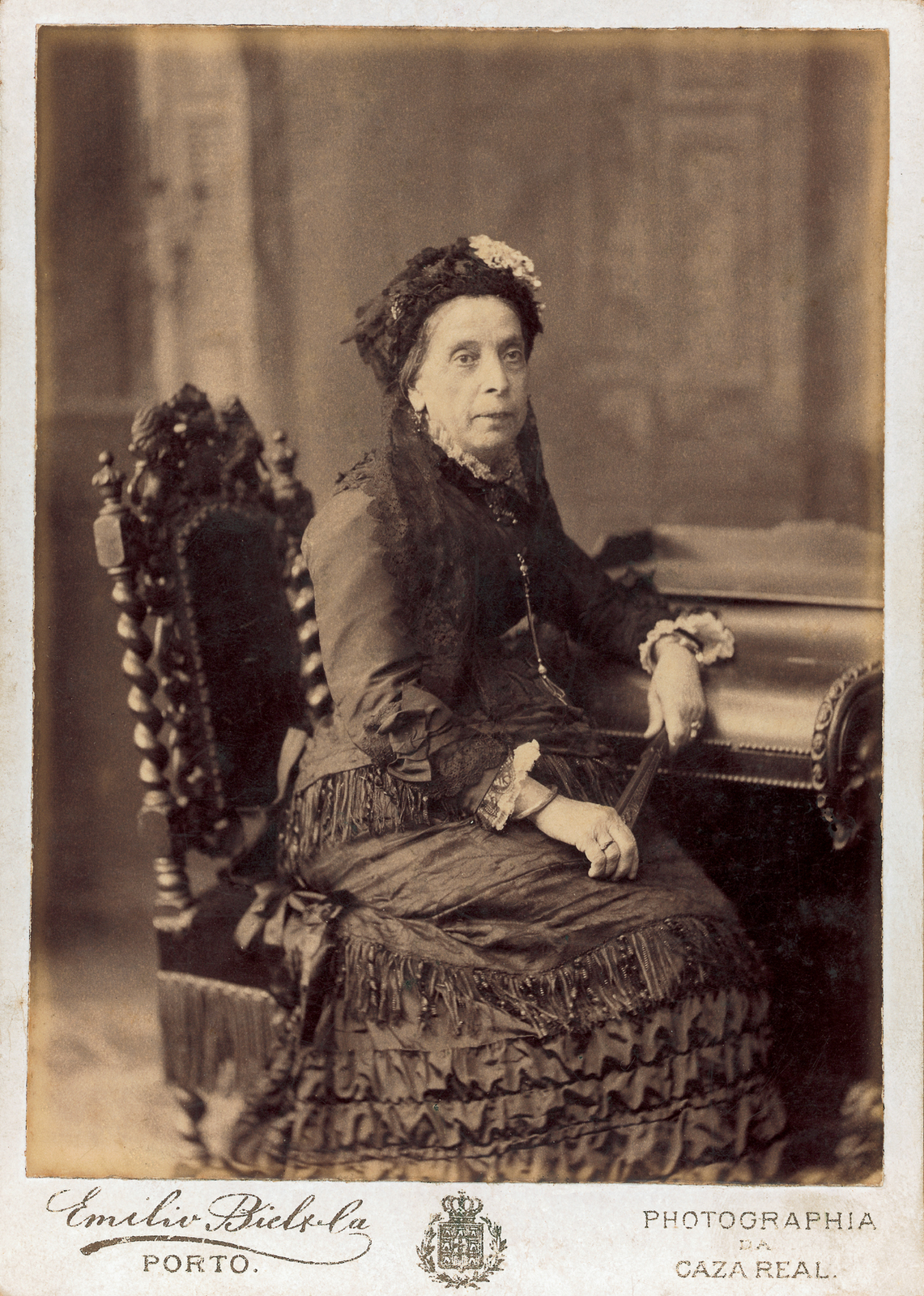
Antónia Adelaide Ferreira

Dona Antónia Adelaide Ferreira (* 4. Juli 1811 in Peso da Régua; † 26. März 1896 ebenda) war eine portugiesische Unternehmerin, die die Marke Ferreira (Portwein) bekannt machte.
Früh verwitwet, nahm sie sich des Familienunternehmens an, das hauptsächlich Wein produzierte. Sie modernisierte den Prozess der Portwein-Herstellung, kreierte neue Portweine, erweiterte den Wein-Anbau und setzte sich gegen die Vernachlässigung der Portwein-Produktion seitens der Politik ein. Ihr Portwein-Unternehmen erlangte weltweit Bekanntheit, insbesondere infolge der umfangreichen Exporte in das Vereinigte Königreich.
Sie vermehrte das Familienvermögen deutlich. Parallel entwickelte sie wohltätige Aktivitäten in ihrer Heimatregion und half Krankenhäuser, Schulen und Kindergärten einzurichten. Von der Bevölkerung erhielt sie den Namen Ferreirinha, eine wohlmeinende Verniedlichungsform ihres Hausnamens.
Bei der 2007 vom öffentlich-rechtlichen Fernsehsender RTP veranstalteten Wahl zum „Größten Portugiesen aller Zeiten“ wurde sie auf den 39. Platz gewählt.